# ناهانتا (جورجیا)
ناهانتا، جورجیا (به انگلیسی: Nahunta, Georgia) یک شهر در ایالات متحده آمریکا با جمعیت ۱٬۰۵۳ نفر است که در جورجیا واقع شده‌است.

## موقعیت جغرافیایی
موقعیت جغرافیایی شهرها و مناطق اطراف به شرح زیر است: